# بارتولومیو فوسل
بارتولومیو فوسل (Bartholomew Fussell) (زادهٔ ۱۷۹۴ ـ درگذشتهٔ ۱۸۷۱)، از مخالفان برده‌داری بود که با احداث پناهگاهی به بردگان فراری در خانهٔ امن خود در میدان کنت، پنسیلوانیا و مکان‌های دیگری در پنسیلوانیا و اوهایو در راه‌آهن زیرزمینی کمک کرد. او به حدود ۲۰۰۰ برده در فرار از بردگی کمک کرد. فوسل یکی از پایه‌گذاران انجمن مبارزه با برده‌داری آمریکا بود. او مدافع زنانی بود که در کسوت پزشک فعالیت می‌کردند و در تأسیس کالج پزشکی زنان پنسیلوانیا مؤثر بود. فوسل به‌عنوان پزشک مشغول به فعالیت بود و به بردگان فراری خدمات پزشکی ارائه می‌داد.

## اوایل زندگی و تحصیلات
فوسل در خانواده‌ای عضو کلیسای کویکر در چستر، ایالت پنسیلوانیا چشم به جهان گشود. پدرش، بارتولومیو فوسل و مادرش، ربکا فوسل (با نام باند) بود. پدر و خواهرش استر، فوسل را به‌غایت تشویق کردند تا تحصیلات عالی را دنبال کند. او با تصور این‌که در مریلند فرصت‌های تحصیلی بهتری به دست خواهد آورد، در عنفوان جوانی به این شهر نقل‌مکان کرد. فوسل در آنجا مدرسه‌ای را در لیتل فالز مریلند راه‌اندازی کرد و به تدریس پرداخت. او شب‌ها در رشتهٔ پزشکی تحصیل می‌کرد و در نهایت در کسوت پزشک از کالج پزشکی بالتیمور فارغ‌التحصیل شد. فوسل همچنین یک مکتب مذهبی یکشنبه‌ها در بوش ریور نک، مریلند، برای بردگان آفریقایی-آمریکایی راه‌اندازی کرد و خواندن کتاب مقدس را به آن‌ها آموزش داد. در آن زمان، چنین فعالیتی بسیار بحث‌برانگیز بود. در این مدت، او از طریق روابط خانوادگی با اعضای کلیسای کواکر در جنبش محلی مبارزه با برده‌داری، به‌ویژه الیشا تایسون، آشنا شد. خود فوسل علیه نهاد برده‌داری سخن گفت که البته مورد انتقاد برده‌داران محلی قرار گرفت.

## زندگی شخصی و خانواده
فوسل پس از فارغ‌التحصیلی، به چستر، پنسیلوانیا بازگشت و در آنجا مطب پزشکی دایر کرد. کمی بعد، در ۲۶ مه ۱۸۲۶، فوسل با لیدیا موریس پیوند زناشویی بست و خانه‌ای در میدان کنت، پنسیلوانیا بنا نمود که بعدها به «کاج‌ها» معروف شد و به‌عنوان خانه‌ای امن برای راه‌آهن زیرزمینی استفاده می‌شد. او «کاج‌ها» را از جاناتان و آن توماس خرید که از قبل در راه‌آهن زیرزمینی فعالیت داشتند و از سال ۱۸۰۵ تا ۱۸۳۰ از آن به‌عنوان پناهگاهی برای بردگان فراری استفاده می‌کردند.
سوزان فوسل، دختر بارتولومیو فوسل و لیدیا موریس بود. او در کسوتِ معلم و پرستار در جنگ داخلی ایالات متحده فعالیت کرد و بشردوستی برجسته بود. او پس از مرگ زودهنگام مادرش مسئول انجام کارهای خانه بود. فرزندان دیگر آن‌ها جاشوا لانگسترث فوسل، موریس فوسل، لیدیا آدا فوسل و بنجامین لوندی فوسل بودند.
لیدیا، همسر فوسل، در سال ۱۸۴۰ چشم از جهان فروبست. او در ۲ سپتامبر ۱۸۴۱، با ربکا چرچمن هیوز ازدواج کرد و از او صاحب یک فرزند به نام ادوارد چرچمن فوسل شد.

## مشارکت در راه‌آهن زیرزمینی
فوسل در پنسیلوانیا رابطه‌ای شغلی با توماس گرت، فعال محلی مبارزه با برده‌داری برقرار کرد. در آن زمان، فوسل به بردگان فراری که از پناهگاه قبلی‌ای که با گرت داشت به خانهٔ او آورده می‌شدند، پناه می‌داد. او علاوه بر پناه‌دادن به بردگان، از خانه‌اش، «کاج‌ها»، برای ارائهٔ خدمات پزشکی به بردگان فراری بیمار یا مجروح استفاده کرد. خانهٔ او تقریباً در یک مایلی شرق دهکدهٔ تاریخی میدان کنت قرار داشت که مرکز جنبش مبارزه با برده‌داری در جنوب‌شرقی پنسیلوانیا بود. «کاج‌ها» یک انبار زیرزمینی داشت که به‌عنوان مخفیگاه بردگان فراری استفاده می‌شد و همچنین یک خروجی دوم برای فرار سریع داشت. فوسل و همسرش لیدیا مدام در «کاج‌ها» میزبان سایر طرفداران مبارزه با برده‌داری بودند.
در سال ۱۸۳۳، فوسل یکی از امضاکنندگان اصلی بیانیهٔ عقاید انجمن ضد برده‌داری آمریکا بود. این بیانیه اصول مبارزه با برده‌داری این سازمان را اعلام می‌کرد. این امضا در اولین جلسهٔ این سازمان رخ داد که در فیلادلفیا، پنسیلوانیا برگزار شد.
در اواخر دههٔ ۱۸۳۰، فوسل تقریباً به ۲۰ مایلی شمال میدان کنت یعنی وست وینسنت، پنسیلوانیا، به مزرعهٔ مجاورخواهرش استر لوئیس نقل‌مکان کرد. در آنجا، او با لوئیس، دخترانش و نیز گرت و جان ویکرز و الیجا پنی پکر از طرفداران مبارزه با برده‌داری در پیشبرد روند راه‌آهن زیرزمینی، همکاری کرد.
لیدیا، همسر فوسل، در سال ۱۸۴۰ دیده از جهان فروبست. او یک سال بعد با ربکا هیوز ازدواج کرد و در همان زمان فوسل و همسر جدیدش به یورک، پنسیلوانیا رفتند. در آن زمان، برادر و برادرزاده‌اش برای ادامهٔ فعالیت در راه‌آهن زیرزمینی به خانهٔ فوسل در وست وینسنت نقل‌مکان کردند تا به خانه‌های فوسل و لوییس بروند.
فعالیت‌های راه‌آهن زیرزمینی پس از تصویب قانون برده‌های فراری در سال ۱۸۵۰ افزایش یافت و مجازات کمک به بردگان فراری را افزایش می‌داد. فوسل نیز به نوبهٔ خود، فعالیتش را بیشتر کرد. در سال ۱۸۵۱، او به فرار سه نفر از شرکت‌کنندگان در شورش کریستیانا کمک کرد و به فراری‌ها در خانهٔ خانوادگی لوییس در چستر پناه داد. فوسل تا پایان جنگ داخلی ایالات متحده عضو فعال انجمن ضد برده‌داری پنسیلوانیا باقی ماند.
او در جایگاه گردانندهٔ یک خانهٔ امن، نمونه‌ای از کنترلچی (یا کمک‌راننده) و فرماندهٔ ایستگاه در راه‌آهن زیرزمینی است، در نتیجه، اصطلاحات راه‌آهن اغلب در این متن به کار رفته‌است.
فعالیت فوسل در راه‌آهن زیرزمینی در رسالهٔ اولیه‌ای دربارهٔ این موضوع، سوابق راه‌آهن زیرزمینی، در سال ۱۸۷۲ به قلم ویلیام استیل، آفریقایی-آمریکایی مستند شده‌است. کنت تاون شیپ در سال ۲۰۱۶، خانهٔ فوسل، «کاج‌ها»، را برای محافظت از تاریخ خرید.

## تأثیر بر حرفه‌ها برای زنان به‌عنوان پزشک
فوسل به‌دلیل تلاش‌های سرکوب‌شدهٔ خواهرش استر در دنبال‌کردن حرفهٔ پزشکی، در رابطه با فرصت‌های محدودی که زنان زمانه‌اش در زمینهٔ پزشکی داشتند، حساس شده بود. به همین دلیل، در سال ۱۸۴۰، فوسل کلاس‌هایی را با هدف آموزش اصول اولیهٔ پزشکی به زنان آغاز کرد. او سپس کارزاری برای پیشبرد آرمان زنان در کسوت پزشک راه انداخت. در سال ۱۸۴۶، فوسل جلسه‌ای متشکل از شش پزشک محلی و خواهرزاده‌اش گریسیانا لوییس برای بحث دربارهٔ ضرورت فعالیت زنان در حرفهٔ پزشکی ترتیب داد. شرکت‌کنندگان شامل شش پزشک ازرا میچنر، ادوین فوسل (شوهرخواهر گریسیانا، ربکا لوییس)، فرانکلین تیلور، الوود هاروی، سیلوستر بردسال و نیز خواهرزادهٔ فوسل بودند. این جلسه در نهایت منجر به پایه‌گذاری کالج پزشکی زنان پنسیلوانیا در سال ۱۸۵۰ شد، اگرچه او مستقیماً در ایجاد آن نقشی نداشت.

## سال‌های بعد و وفات
پس از جنگ داخلی ایالات متحده و ممنوعیت برده‌داری، فوسل بیشتر وقت خود را در پندلتون ایندیانا در خانهٔ پسرش جاشوا فوسل سپری کرد. بااین‌حال، او در وست پیکلند، پنسیلوانیا، در خانهٔ پسرش موریس فوسل چشم از جهان فروبست. فوسل در کنار همسرش لیدیا در آرامگاه پیلند فرندز در فینیکسویل، پنسیلوانیا در ایالات متحده آمریکا به خاک سپرده شد.